# 雞冠刺桐
雞冠刺桐，又稱賽波樹（Ceibo），是豆科刺桐屬的小喬木。原產地為南美洲的阿根廷、烏拉圭、巴西與巴拉圭，現作為行道樹廣為種植。
雞冠刺桐同時是阿根廷和烏拉圭的國花，以及美國洛杉磯的市樹。
樹幹周徑可達50公分粗。植株高度約5-8公尺，在某些地區，例如阿根廷的薩爾塔省、胡胡伊省與土庫曼省，可以生長至10公尺左右。
根為直根，根上有由固氮細菌所形成的根瘤，固氮菌會固定空氣中的氮素，供雞冠刺桐吸收使用，而雞冠刺桐則回報給這些細菌一些有機物質，二者形成共生的狀態。
雞冠刺桐在夏季開花，在南美洲的原生地區，開花期是由十月至次年的四月。而生長在北半球的雞冠刺桐，花期則是由四月至十月。花紅色，花為五數花，完全花，左右對稱，花序為總狀花序。花萼紅色，萼片合生，像一個小套管套在花冠的基部。花冠為蝶形花冠，有五片花瓣，分別稱為旗瓣、翼瓣與龍骨瓣。旗瓣一片，位於花冠的最外面，是五片花瓣中最大片的一片。翼瓣二片，很小片，隱藏在花萼裏，由外面看不到它的存在。龍骨瓣二片，偶而會部分結合在一起，有保護生殖器官的作用。雄花器由十支雄蕊組成，雄蕊分成二束，為二體雄蕊，其中一束只有一支雄蕊，另一束則由九支雄蕊組成，這九支雄蕊的花絲合生在一起。
果實為莢果，長度只有數公分長。種子栗棕色，圓柱狀，稀疏的分佈在果莢內。子葉為地下子葉，種子發芽後，子葉會殘留在地下，不會露出地面。

## 圖片

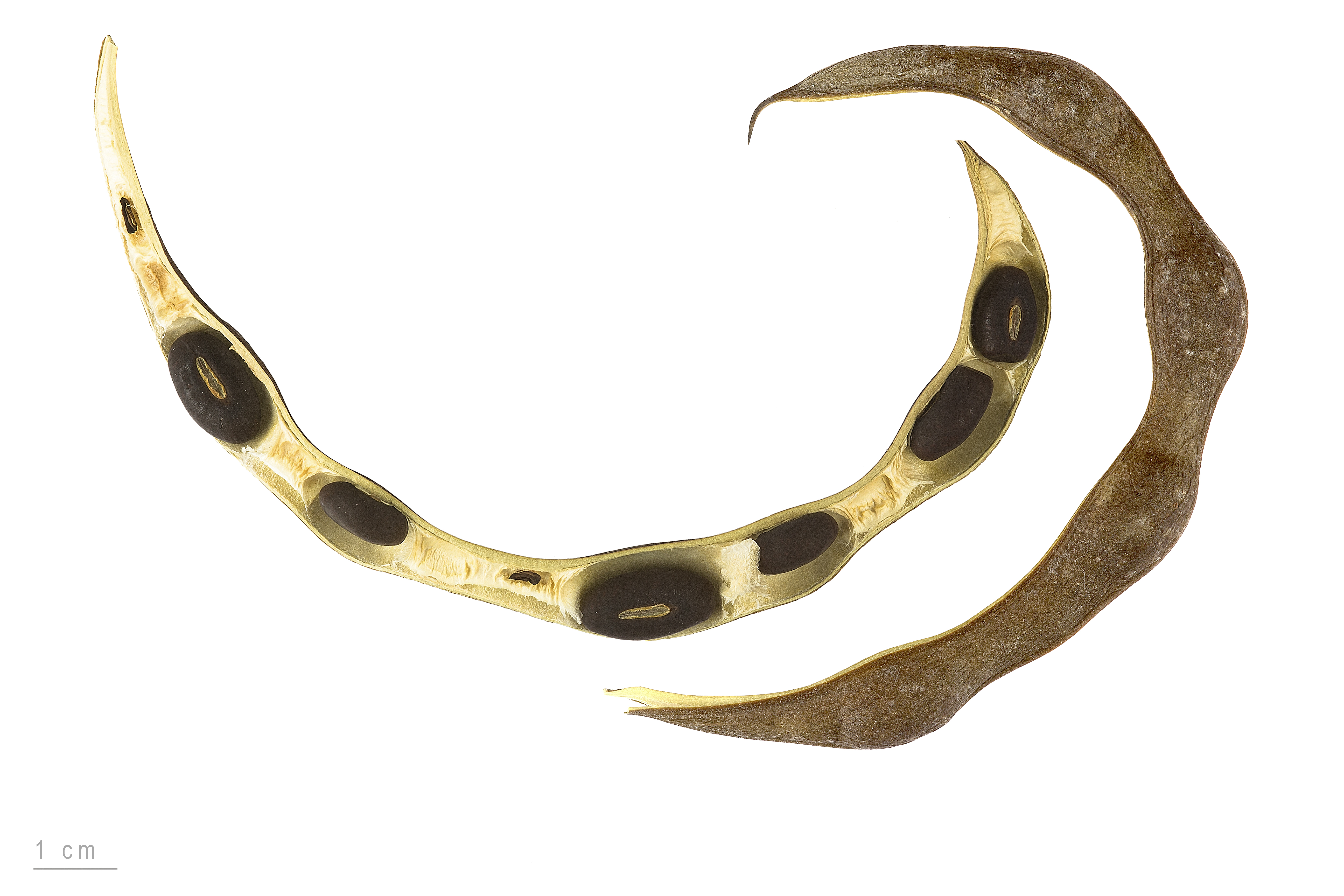
Erythrina crista-galli
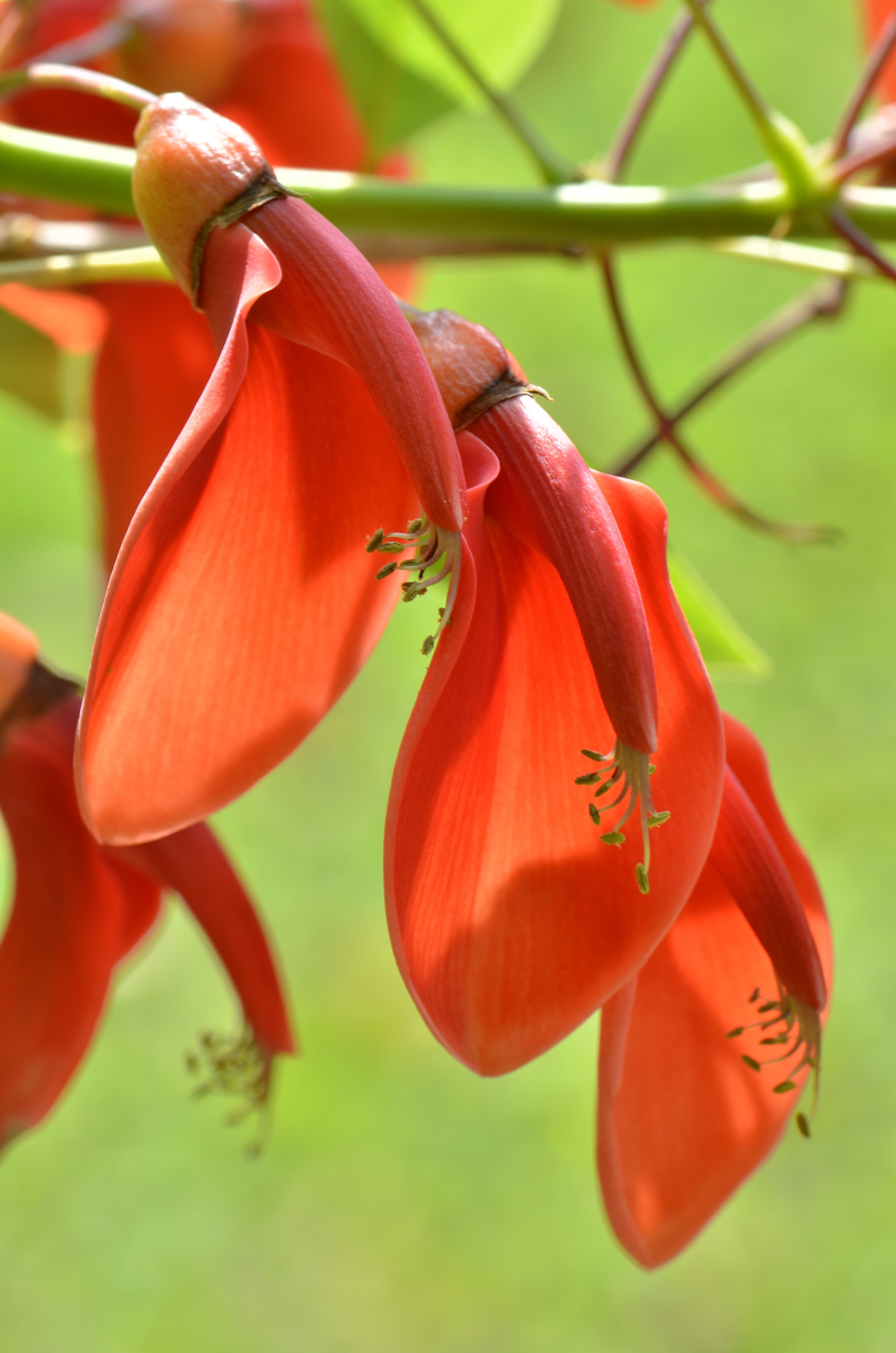
Erythrina crista-galli Linn.
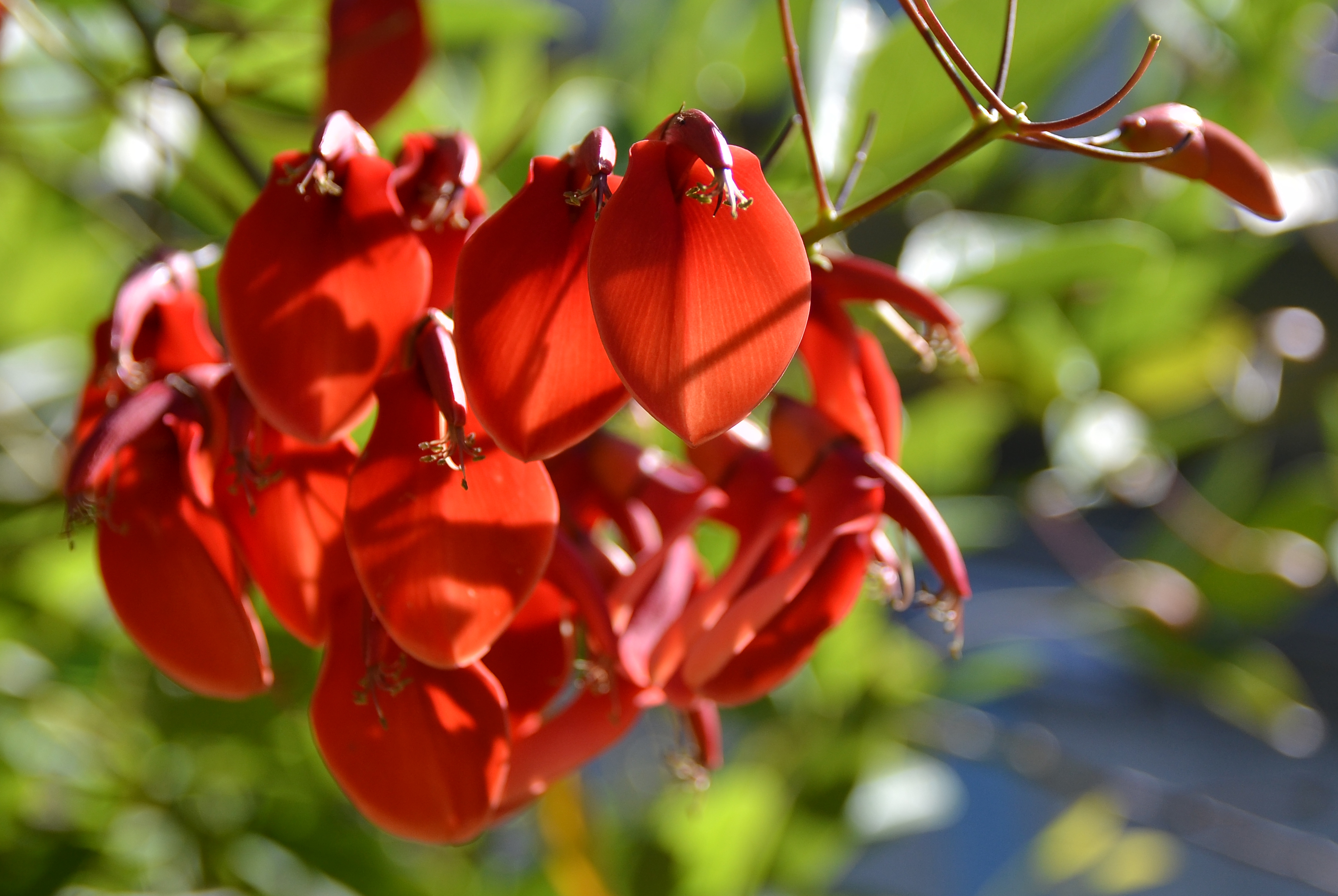
雞冠刺桐花
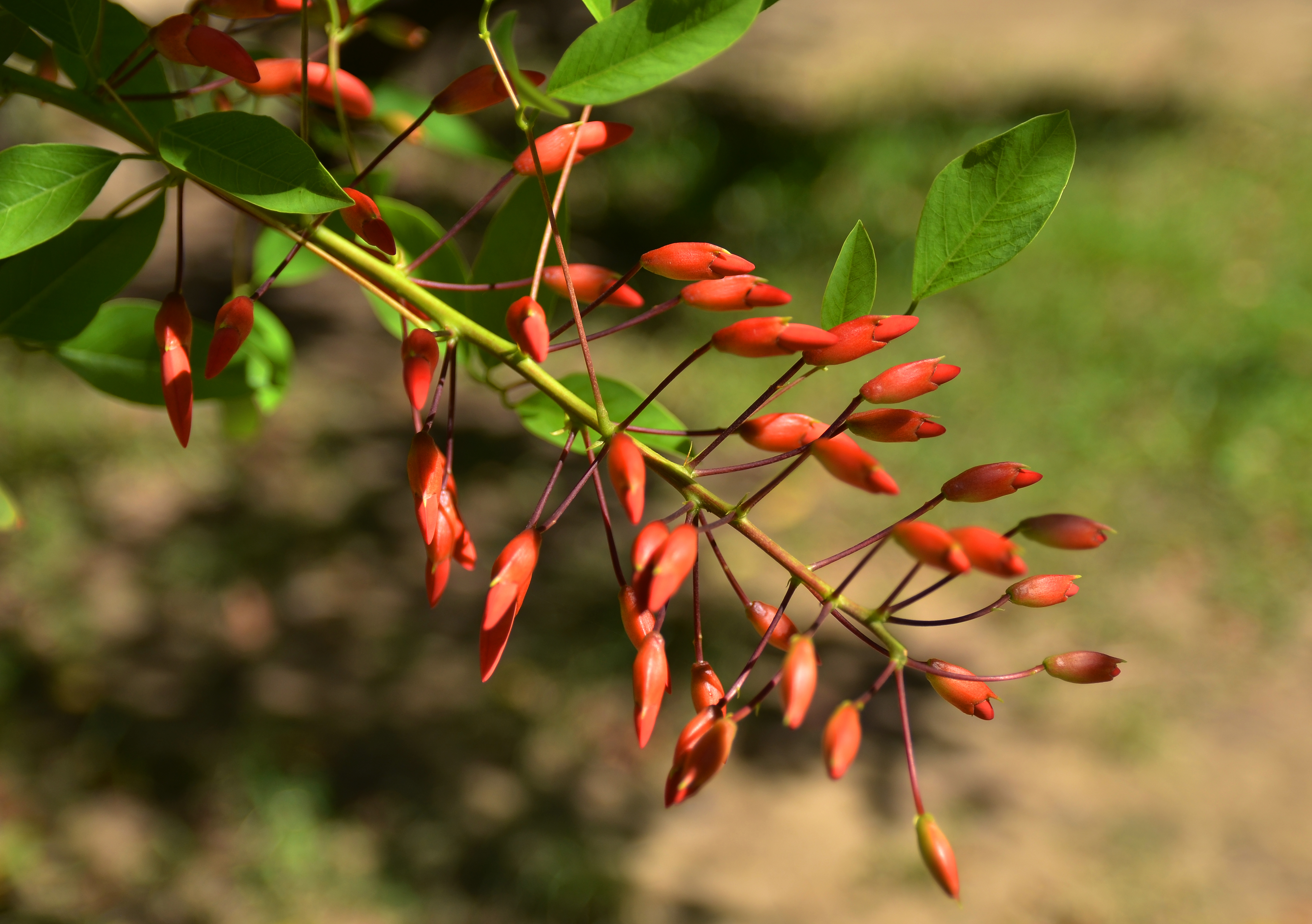
雞冠刺桐花苞

## 異名
- Corallodendron crista-galli (L.) Kuntze
- Erythrina crista-galli L. Var. hasskarlii Backer
- Erythrina crista-galli L. Var. leucochlora A. Lombardo
- Erythrina fasciculata Benth.,
- Erythrina laurifolia Jacq.
- Erythrina pulcherrima Tod.,
- Erythrina speciosa Tod.,
- Micropteryx crista-galli Walp.
- Micropteryx fasciculata Walp.
- Micropteryx laurifolia Walp.